# 4 Heures du Red Bull Ring 2015
Navigation
Édition précédente Édition suivante
Les 4 Heures du Red Bull Ring 2015, disputées le 12 juillet 2015 sur le Circuit de Spielberg, sont la dix-huitième édition de cette course, la deuxième sur un format de quatre heures, et la troisième manche de l'European Le Mans Series 2015.

## Engagés
La liste officielle des engagés est composée de 29 voitures, dont 12 en LMP2, 4 en LMP3, 8 en LMGTE et 5 en GTC,.

## Course

### Classement de la course
Voici le classement provisoire au terme de la course.
- Les vainqueurs de chaque catégorie sont signalés par un fond jauni.
- Pour la colonne Pneus, il faut passer le curseur au-dessus du modèle pour connaître le manufacturier de pneumatiques.

| Pos  | Classe | no | Écurie                 | Pilotes                                                                   | Châssis                      | Pneus | Tours | Temps               |
| Pos  | Classe | no | Écurie                 | Pilotes                                                                   | Moteur                       | Pneus | Tours | Temps               |
| ---- | ------ | -- | ---------------------- | ------------------------------------------------------------------------- | ---------------------------- | ----- | ----- | ------------------- |
| 1    | LMP2   | 38 | Jota Sport             | Simon Dolan Filipe Albuquerque Harry Tincknell                            | Gibson 015S                  | D     | 151   | 4 h 00 min 21 s 546 |
| 1    | LMP2   | 38 | Jota Sport             | Simon Dolan Filipe Albuquerque Harry Tincknell                            | Nissan VK45DE 4.5 L V8 Atmo  | D     | 151   | 4 h 00 min 21 s 546 |
| 2    | LMP2   | 46 | Thiriet par TDS Racing | Pierre Thiriet Ludovic Badey Tristan Gommendy                             | Oreca 05                     | D     | 151   | + 27 s 478          |
| 2    | LMP2   | 46 | Thiriet par TDS Racing | Pierre Thiriet Ludovic Badey Tristan Gommendy                             | Nissan VK45DE 4.5 L V8 Atmo  | D     | 151   | + 27 s 478          |
| 3    | LMP2   | 37 | SMP Racing             | Mikhail Aleshin Anton Ladygin (de) Kirill Ladygin                         | BR Engineering BR01          | M     | 150   | + 1 tour            |
| 3    | LMP2   | 37 | SMP Racing             | Mikhail Aleshin Anton Ladygin (de) Kirill Ladygin                         | Nissan VK45DE 4.5 L V8 Atmo  | M     | 150   | + 1 tour            |
| 4    | LMP2   | 41 | Greaves Motorsport     | Gary Hirsch Jon Lancaster Björn Wirdheim                                  | Gibson 015S                  | D     | 150   | + 1 tour            |
| 4    | LMP2   | 41 | Greaves Motorsport     | Gary Hirsch Jon Lancaster Björn Wirdheim                                  | Nissan VK45DE 4.5 L V8 Atmo  | D     | 150   | + 1 tour            |
| 5    | LMP2   | 40 | Krohn Racing           | Tracy Krohn Niclas Jönsson Julien Canal                                   | Ligier JS P2                 | M     | 150   | + 1 tour            |
| 5    | LMP2   | 40 | Krohn Racing           | Tracy Krohn Niclas Jönsson Julien Canal                                   | Judd HK 3.6 L V8 Atmo        | M     | 150   | + 1 tour            |
| 6    | LMP2   | 48 | Murphy Prototypes      | Michael Lyons Nathanaël Berthon Mark Patterson                            | Oreca 03R                    | D     | 150   | + 1 tour            |
| 6    | LMP2   | 48 | Murphy Prototypes      | Michael Lyons Nathanaël Berthon Mark Patterson                            | Nissan VK45DE 4.5 L V8 Atmo  | D     | 150   | + 1 tour            |
| 7    | LMP2   | 29 | Pegasus Racing         | Léo Roussel David Cheng Julien Schell                                     | Morgan LMP2                  | M     | 149   | + 2 tours           |
| 7    | LMP2   | 29 | Pegasus Racing         | Léo Roussel David Cheng Julien Schell                                     | Nissan VK45DE 4.5 L V8 Atmo  | M     | 149   | + 2 tours           |
| 8    | LMP2   | 33 | Eurasia Motorsport     | Pu Jun Jin (en) Nick de Bruijn                                            | Oreca 03R                    | D     | 149   | + 2 tours           |
| 8    | LMP2   | 33 | Eurasia Motorsport     | Pu Jun Jin (en) Nick de Bruijn                                            | Nissan VK45DE 4.5 L V8 Atmo  | D     | 149   | + 2 tours           |
| 9    | LMP2   | 45 | Ibañez Racing          | José Ibañez Ivan Bellarosa (nl)                                           | Oreca 03R                    | D     | 149   | + 2 tours           |
| 9    | LMP2   | 45 | Ibañez Racing          | José Ibañez Ivan Bellarosa (nl)                                           | Nissan VK45DE 4.5 L V8 Atmo  | D     | 149   | + 2 tours           |
| 10   | LMGTE  | 60 | Formula Racing         | Johnny Laursen Mikkel Mac Andrea Rizzoli                                  | Ferrari 458 Italia GT2       | D     | 144   | + 7 tours           |
| 10   | LMGTE  | 60 | Formula Racing         | Johnny Laursen Mikkel Mac Andrea Rizzoli                                  | Ferrari 4.5 L V8 Atmo        | D     | 144   | + 7 tours           |
| 11   | LMGTE  | 55 | AF Corse               | Duncan Cameron Matt Griffin Aaron Scott                                   | Ferrari 458 Italia GT2       | D     | 144   | + 7 tours           |
| 11   | LMGTE  | 55 | AF Corse               | Duncan Cameron Matt Griffin Aaron Scott                                   | Ferrari 4.5 L V8 Atmo        | D     | 144   | + 7 tours           |
| 12   | LMGTE  | 51 | AF Corse               | Matteo Cressoni Raffaele Giammaria (en) Peter Mann                        | Ferrari 458 Italia GT2       | D     | 144   | + 7 tours           |
| 12   | LMGTE  | 51 | AF Corse               | Matteo Cressoni Raffaele Giammaria (en) Peter Mann                        | Ferrari 4.5 L V8 Atmo        | D     | 144   | + 7 tours           |
| 13   | LMGTE  | 52 | BMW Team Marc VDS      | Henry Hassid Jesse Krohn Andy Priaulx                                     | BMW Z4 GTE (en)              | D     | 144   | + 7 tours           |
| 13   | LMGTE  | 52 | BMW Team Marc VDS      | Henry Hassid Jesse Krohn Andy Priaulx                                     | BMW 4.4 L V8 Atmo            | D     | 144   | + 7 tours           |
| 14   | LMGTE  | 88 | Proton Competition     | Christian Ried Richard Lietz Sebastian Asch                               | Porsche 911 RSR              | D     | 143   | + 8 tours           |
| 14   | LMGTE  | 88 | Proton Competition     | Christian Ried Richard Lietz Sebastian Asch                               | Porsche 4.0 L Flat-6 Atmo    | D     | 143   | + 8 tours           |
| 15   | LMP2   | 25 | Algarve Pro Racing     | Michael Munemann James Winslow Andrea Roda                                | Ligier JS P2                 | D     | 143   | + 8 tours           |
| 15   | LMP2   | 25 | Algarve Pro Racing     | Michael Munemann James Winslow Andrea Roda                                | Nissan VK45DE 4.5 L V8 Atmo  | D     | 143   | + 8 tours           |
| 16   | LMGTE  | 66 | JMW Motorsport         | George Richardson Robert Smith Sam Tordoff (en)                           | Ferrari 458 Italia GT2       | D     | 143   | + 8 tours           |
| 16   | LMGTE  | 66 | JMW Motorsport         | George Richardson Robert Smith Sam Tordoff (en)                           | Ferrari 4.5 L V8 Atmo        | D     | 143   | + 8 tours           |
| 17   | LMGTE  | 86 | Gulf Racing UK         | Michael Wainwright Adam Carroll Daniel Brown (en)                         | Porsche 911 RSR              | D     | 142   | + 9 tours           |
| 17   | LMGTE  | 86 | Gulf Racing UK         | Michael Wainwright Adam Carroll Daniel Brown (en)                         | Porsche 4.0 L Flat-6 Atmo    | D     | 142   | + 9 tours           |
| 18   | GTC    | 62 | AF Corse               | Thomas Flohr Francesco Castellacci Stuart Hall                            | Ferrari 458 Italia GT3       | D     | 141   | + 10 tours          |
| 18   | GTC    | 62 | AF Corse               | Thomas Flohr Francesco Castellacci Stuart Hall                            | Ferrari 4.5 L V8 Atmo        | D     | 141   | + 10 tours          |
| 19   | LMP3   | 3  | Team LNT               | Chris Hoy Charlie Robertson                                               | Ginetta-Juno P3-15           | M     | 141   | + 10 tours          |
| 19   | LMP3   | 3  | Team LNT               | Chris Hoy Charlie Robertson                                               | Nissan VK50 5.0 L V8 Atmo    | M     | 141   | + 10 tours          |
| 20   | GTC    | 59 | TDS Racing             | Eric Dermont Dino Lunardi Franck Perera                                   | BMW Z4 GT3                   | D     | 139   | + 12 tours          |
| 20   | GTC    | 59 | TDS Racing             | Eric Dermont Dino Lunardi Franck Perera                                   | BMW 4.4 L V8 Atmo            | D     | 139   | + 12 tours          |
| 21   | GTC    | 68 | Massive Motorsport     | Casper Elgaard Simon Møller Kristian Poulsen                              | Aston Martin V12 Vantage GT3 | D     | 139   | + 12 tours          |
| 21   | GTC    | 68 | Massive Motorsport     | Casper Elgaard Simon Møller Kristian Poulsen                              | Aston Martin 4.5 L V8 Atmo   | D     | 139   | + 12 tours          |
| 22   | LMP3   | 5  | Villorba Corse         | Roberto Lacorte Giorgio Sernagiotto                                       | Ginetta-Juno P3-15           | M     | 133   | + 18 tours          |
| 22   | LMP3   | 5  | Villorba Corse         | Roberto Lacorte Giorgio Sernagiotto                                       | Nissan VK50 5.0 L V8 Atmo    | M     | 133   | + 18 tours          |
| 23   | LMGTE  | 56 | AT Racing              | Alexander Talkanitsa, Jr. Alexander Talkanitsa, Sr. Alessandro Pier Guidi | Ferrari 458 Italia GT2       | D     | 126   | + 25 tours          |
| 23   | LMGTE  | 56 | AT Racing              | Alexander Talkanitsa, Jr. Alexander Talkanitsa, Sr. Alessandro Pier Guidi | Ferrari 4.5 L V8 Atmo        | D     | 126   | + 25 tours          |
| 24   | GTC    | 63 | AF Corse               | Marco Cioci Ilya Melnikov Giorgio Roda                                    | Ferrari 458 Italia GT3       | D     | 118   | + 33 tours          |
| 24   | GTC    | 63 | AF Corse               | Marco Cioci Ilya Melnikov Giorgio Roda                                    | Ferrari 4.5 L V8 Atmo        | D     | 118   | + 33 tours          |
| Abd. | LMP3   | 2  | Team LNT               | Mark Shulzhitskiy (en) Gaëtan Paletou                                     | Ginetta-Juno P3-15           | M     | 116   | + 35 tours          |
| Abd. | LMP3   | 2  | Team LNT               | Mark Shulzhitskiy (en) Gaëtan Paletou                                     | Nissan VK50 5.0 L V8 Atmo    | M     | 116   | + 35 tours          |
| Abd. | LMP2   | 27 | SMP Racing             | Maurizio Mediani Nicolas Minassian David Markozov                         | BR Engineering BR01          | M     | 100   |                     |
| Abd. | LMP2   | 27 | SMP Racing             | Maurizio Mediani Nicolas Minassian David Markozov                         | Nissan VK45DE 4.5 L V8 Atmo  | M     | 100   |                     |
| Abd. | LMP3   | 15 | SVK par Speed Factory  | Konstantīns Calko (en) Jésus Fuster Dainius Matijošaitis                  | Ginetta-Juno P3-15           | M     | 78    |                     |
| Abd. | LMP3   | 15 | SVK par Speed Factory  | Konstantīns Calko (en) Jésus Fuster Dainius Matijošaitis                  | Nissan VK50 5.0 L V8 Atmo    | M     | 78    |                     |
| Abd. | LMP2   | 44 | Ibañez Racing          | Pierre Perret Yutaka Yamagishi                                            | Oreca 03R                    | D     | 58    |                     |
| Abd. | LMP2   | 44 | Ibañez Racing          | Pierre Perret Yutaka Yamagishi                                            | Nissan VK45DE 4.5 L V8 Atmo  | D     | 58    |                     |
| Abd. | GTC    | 64 | AF Corse               | Mads Rasmussen Francisco Guedes Filipe Barreiros                          | Ferrari 458 Italia GT3       | D     | 44    |                     |
| Abd. | GTC    | 64 | AF Corse               | Mads Rasmussen Francisco Guedes Filipe Barreiros                          | Ferrari 4.5 L V8 Atmo        | D     | 44    |                     |

## Pole position et record du tour
- Pole position : Harry Tincknell sur n°38 Jota Sport en 1 min 22 s 983
- Meilleur tour en course : Filipe Albuquerque sur n°38 Jota Sport en 1 min 24 s 703 au 17e tour.

## Tours en tête
Tours en tête
- no 38 Gibson 015S - Jota Sport : 129 tours (1-36 / 53-125 / 127-134 / 140-151)
- no 46 Oreca 05 - Thiriet par TDS Racing : 6 tours (126 / 135-139)
- no 33 Oreca 03R - Eurasia Motorsport : 16 tours (37-52)

## À noter
- Longueur du circuit : 4,326 km
- Distance parcourue par les vainqueurs : 653,220 km